# Garbh Eileach
Pour les articles homonymes, voir Garbh.
Garbh Eileach est une île inhabitée du Royaume-Uni située en Écosse, dans l'archipel des Garvellachs.